# Juvigny-sur-Seulles
Pour les articles homonymes, voir Juvigny et Seulles (homonymie).
Juvigny-sur-Seulles est une commune française, située dans le département du Calvados en région Normandie, peuplée de 83 habitants.

## Géographie
La commune est au sud du Bessin. Son bourg est à 2 km au sud-est de Tilly-sur-Seulles, à 10 km au nord de Villers-Bocage et à 20 km à l'ouest de Caen.
| Fontenay-le-Pesnel, Tilly-sur-Seulles      | Fontenay-le-Pesnel  | Fontenay-le-Pesnel |
| Tilly-sur-Seulles                          | Juvigny-sur-Seulles | Tessel             |
| Hottot-les-Bagues, Saint-Vaast-sur-Seulles | Vendes              | Tessel, Vendes     |

Le 1er janvier 2017, la commune passe de l'arrondissement de Caen à celui de Bayeux.

### Hydrographie
La commune est située dans le bassin Seine-Normandie. Elle est drainée par la Seulles, le Rhône et un autre petit cours d'eau,.
La Seulles, d'une longueur de 72 km, prend sa source dans la commune de Dialan sur Chaîne et se jette  dans la baie de Seine à Courseulles-sur-Mer, après avoir traversé 31 communes. Les caractéristiques hydrologiques de la Seulles sont données par la station hydrologique située sur la commune. Le débit moyen mensuel est de 1,53 m3/s. Le débit moyen journalier maximum est de 32,6 m3/s, atteint lors de la crue du 26 janvier 1995. Le débit instantané maximal est quant à lui de 36,7 m3/s, atteint le 5 décembre 1988.

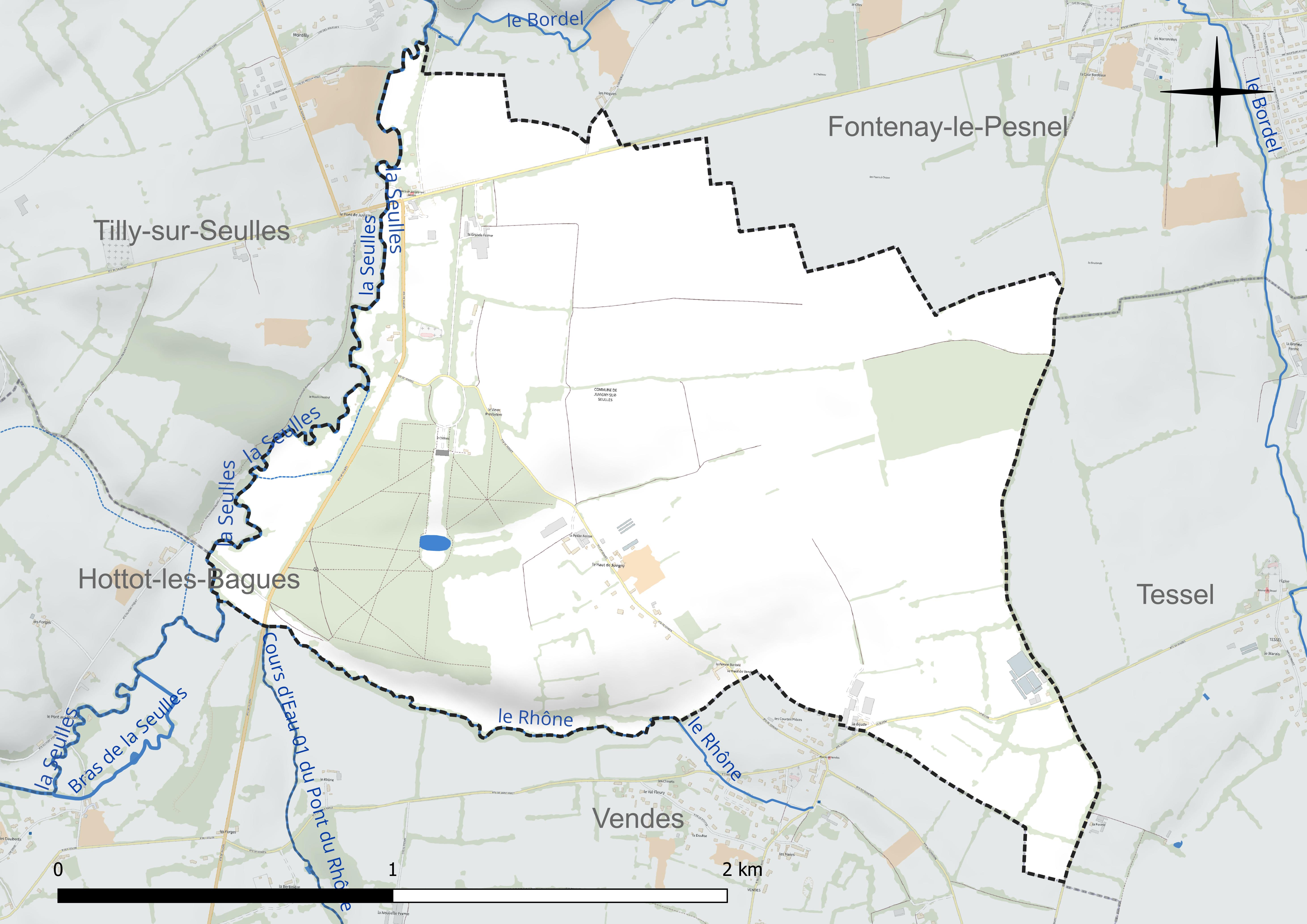
Réseau hydrographique de Juvigny-sur-Seulles.

### Climat
Pour des articles plus généraux, voir Climat de la Normandie et Climat du Calvados.
En 2010, le climat de la commune est de type climat océanique franc, selon une étude du CNRS s'appuyant sur une série de données couvrant la période 1971-2000. En 2020, Météo-France publie une typologie des climats de la France métropolitaine dans laquelle la commune est exposée à un climat océanique et est dans la région climatique  Normandie (Cotentin, Orne), caractérisée par une pluviométrie relativement élevée (850 mm/a) et un été frais (15,5 °C) et venté. Parallèlement le GIEC normand, un groupe régional d'experts sur le climat, différencie quant à lui, dans une étude de 2020, trois grands types de climats pour la région Normandie, nuancés à une échelle plus fine par les facteurs géographiques locaux. La commune est, selon ce zonage, exposée à un « climat des plateaux abrités », correspondant à la plaine agricole de Caen à Falaise, sous le vent des collines de Normandie et proche de la mer, se caractérisant par une pluviométrie et des contraintes thermiques modérées.
Pour la période 1971-2000, la température annuelle moyenne est de 10,5 °C, avec  une amplitude thermique annuelle de 12 °C. Le cumul annuel moyen de précipitations est de 784 mm, avec 12,6 jours de précipitations en janvier et 7,4 jours en juillet. Pour la période 1991-2020, la température moyenne annuelle observée sur la station météorologique la plus proche, située sur la commune de Carpiquet à 13 km à vol d'oiseau, est de 11,5 °C et le cumul annuel moyen de précipitations est de 740,3 mm,. Pour l'avenir, les paramètres climatiques de la commune estimés pour 2050 selon différents scénarios d'émission de gaz à effet de serre sont consultables sur un site dédié publié par Météo-France en novembre 2022.

## Urbanisme

### Typologie
Au 1er janvier 2024, Juvigny-sur-Seulles est catégorisée commune rurale à habitat dispersé, selon la nouvelle grille communale de densité à 7 niveaux définie par l'Insee en 2022.
Elle est située hors unité urbaine. Par ailleurs la commune fait partie de l'aire d'attraction de Caen, dont elle est une commune de la couronne,. Cette aire, qui regroupe 296 communes, est catégorisée dans les aires de 200 000 à moins de 700 000 habitants,.

### Occupation des sols
L'occupation des sols de la commune, telle qu'elle ressort de la base de données européenne d'occupation biophysique des sols Corine Land Cover (CLC), est marquée par l'importance des territoires agricoles (87,6 % en 2018), en diminution par rapport à 1990 (89,3 %). La répartition détaillée en 2018 est la suivante : 
terres arables (64,9 %), prairies (22,8 %), forêts (12,1 %), zones urbanisées (0,2 %). L'évolution de l'occupation des sols de la commune et de ses infrastructures peut être observée sur les différentes représentations cartographiques du territoire : la carte de Cassini (XVIIIe siècle), la carte d'état-major (1820-1866) et les cartes ou photos aériennes de l'IGN pour la période actuelle (1950 à aujourd'hui).

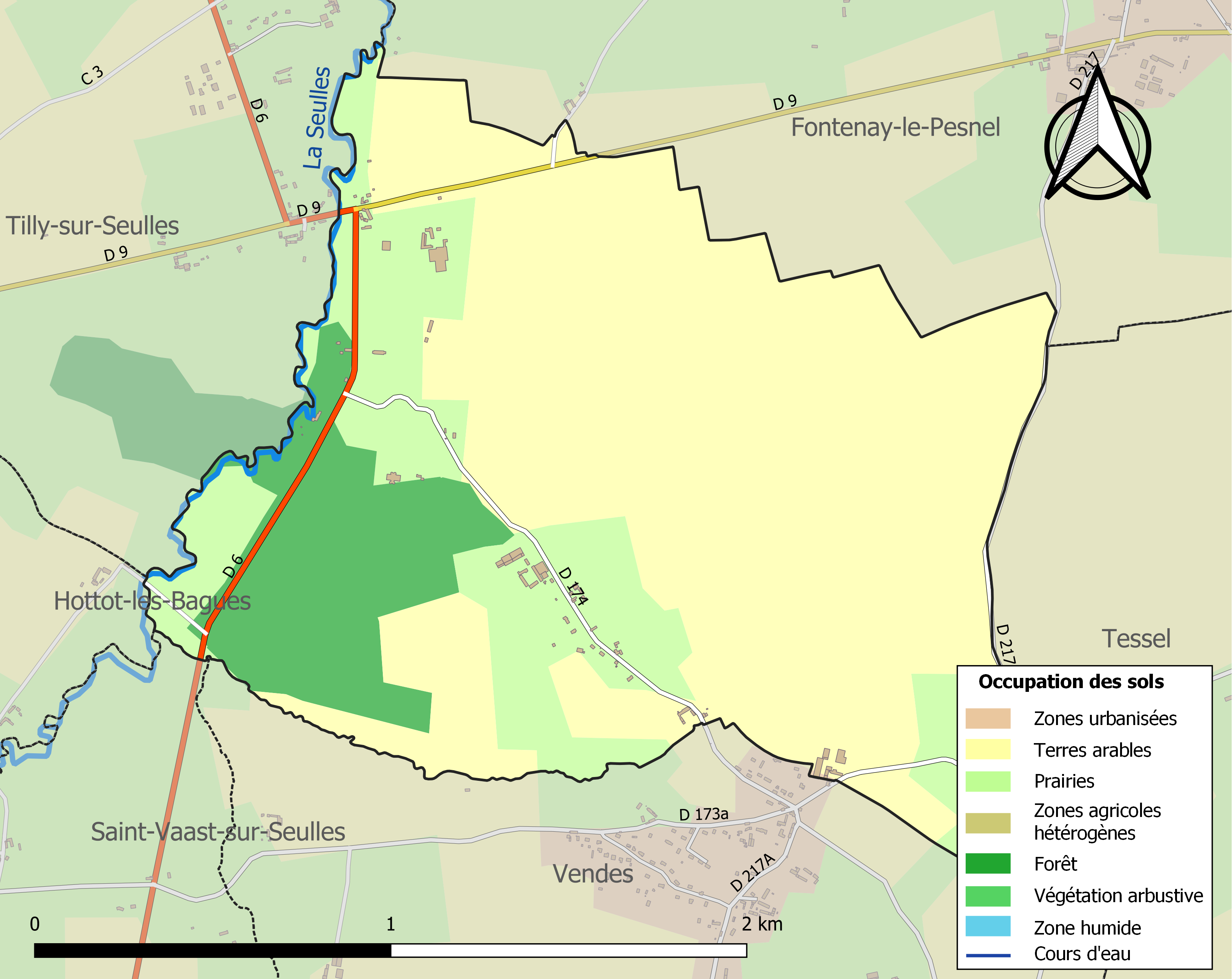
Carte des infrastructures et de l'occupation des sols de la commune en 2018 (CLC).

## Toponymie
Le nom de la localité est attesté sous les formes Juvenie à la fin du Xe siècle, Jouveneium en 1082 et Juvigneium au XIe siècle. Le toponyme est issu d'un anthroponyme latin ou roman tel que Jovinius,,, Jovenius.
Le locatif sur-Seulles est ajouté en 1938.
Le gentilé est Juvignais.

## Politique et administration
| Période                                  | Période      | Identité              | Étiquette | Qualité     |
| ---------------------------------------- | ------------ | --------------------- | --------- | ----------- |
| (avant 2001)                             | mars 2008    | Jean-Noël Vandevivère | SE        | Agriculteur |
| mars 2008                                | octobre 2022 | Geoffroy Jegou du Laz | SE        |             |
| décembre 2022                            | En cours     | Dominique Angot       | SE        |             |
| Les données manquantes sont à compléter. |              |                       |           |             |

Le conseil municipal est composé de sept membres dont le maire et un adjoint.

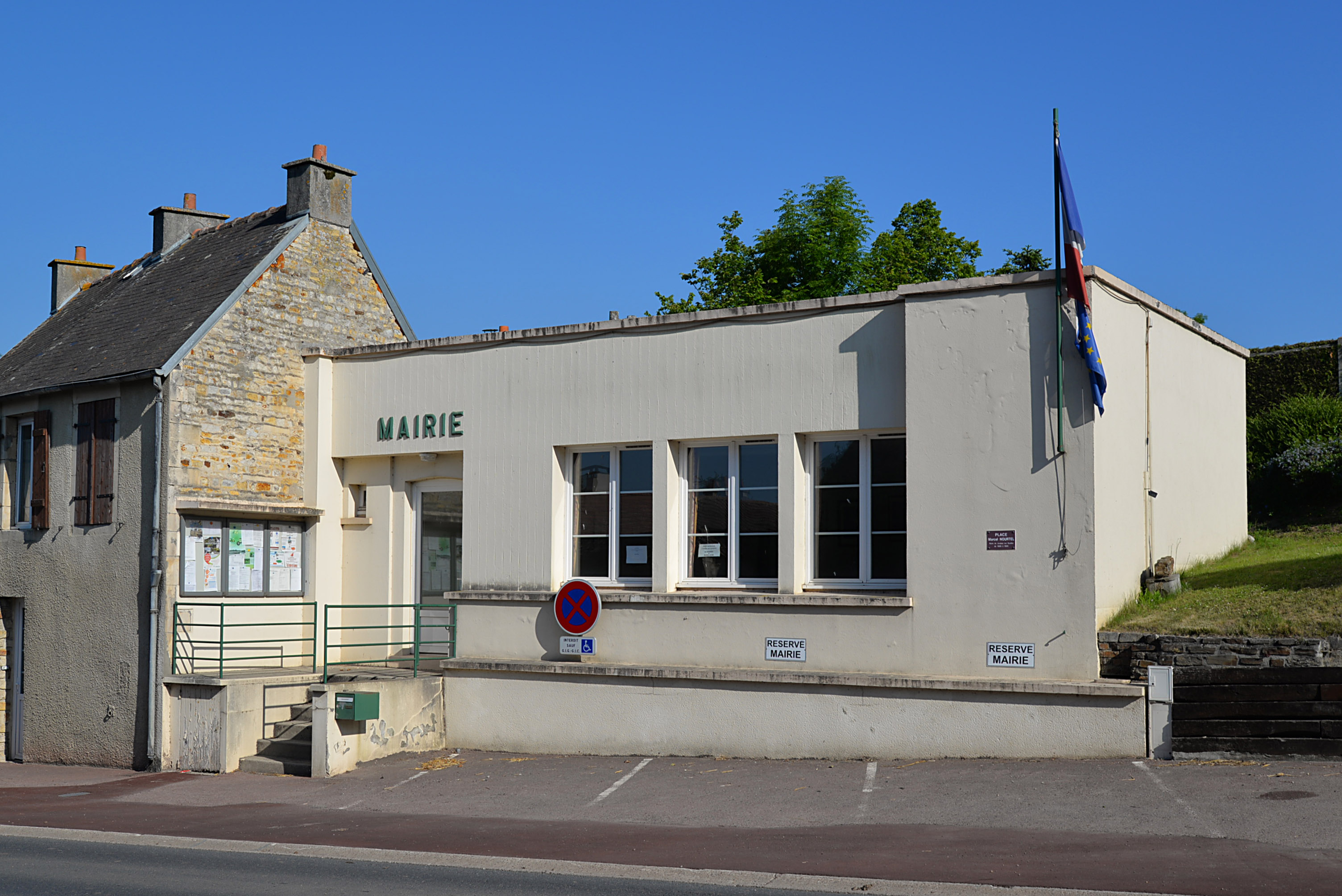
La mairie.

## Démographie
L'évolution du nombre d'habitants est connue à travers les recensements de la population effectués dans la commune depuis 1793. Pour les communes de moins de 10 000 habitants, une enquête de recensement portant sur toute la population est réalisée tous les cinq ans, les populations de référence des années intermédiaires étant quant à elles estimées par interpolation ou extrapolation. Pour la commune, le premier recensement exhaustif entrant dans le cadre du nouveau dispositif a été réalisé en 2004.
En 2022, la commune comptait 83 habitants, en évolution de −2,35 % par rapport à 2016 (Calvados : +1,58 %, France hors Mayotte : +2,11 %).
Juvigny a compté jusqu'à 127 habitants en 1831.
| 1793 | 1800 | 1806 | 1821 | 1831 | 1836 | 1841 | 1846 | 1851 |
| ---- | ---- | ---- | ---- | ---- | ---- | ---- | ---- | ---- |
| 119  | 73   | 111  | 108  | 127  | 114  | 120  | 121  | 126  |

| 1856 | 1861 | 1866 | 1872 | 1876 | 1881 | 1886 | 1891 | 1896 |
| ---- | ---- | ---- | ---- | ---- | ---- | ---- | ---- | ---- |
| 116  | 115  | 116  | 102  | 97   | 108  | 100  | 96   | 92   |

| 1901 | 1906 | 1911 | 1921 | 1926 | 1931 | 1936 | 1946 | 1954 |
| ---- | ---- | ---- | ---- | ---- | ---- | ---- | ---- | ---- |
| 102  | 83   | 76   | 78   | 57   | 70   | 82   | 65   | 53   |

| 1962 | 1968 | 1975 | 1982 | 1990 | 1999 | 2004 | 2006 | 2009 |
| ---- | ---- | ---- | ---- | ---- | ---- | ---- | ---- | ---- |
| 61   | 61   | 61   | 50   | 51   | 55   | 58   | 64   | 67   |

| 2014 | 2019 | 2022 | - | - | - | - | - | - |
| ---- | ---- | ---- | - | - | - | - | - | - |
| 81   | 81   | 83   | - | - | - | - | - | - |

## Lieux et monuments
- Le château du XVIIIe siècle, très endommagé lors des bombardements de 1944. Il fait l'objet d'une inscription au titre des Monuments historiques depuis le 6 janvier 1930, son parc également, depuis le 9 juin 2008[32].
- L'église Saint-Clément, également touchée en 1944.
- Pont médiéval sur la Seulles. Par arrêté du 19 septembre 2006, ce pont a été inscrit aux Monuments historiques[33] pour sa qualité architecturale, son originalité, son authenticité et son intérêt historique. En effet, ce pont en pierre, construit au Moyen Âge, à cinq arches formant une courbe est certainement l'un des plus vieux ouvrages d'art existant encore dans le Calvados. Construit sur la Seulles, et situé sur les communes de Juvigny-sur-Seulles et de Tilly-sur-Seulles, il fut, à l'origine, un point de passage privilégié et important pour les pèlerins se rendant au mont Saint-Michel. Autour de lui, de nombreux commerces s'étaient établis (auberges, cabaret, boulangerie, maréchal-ferrant, etc.). Un Hôtel-Dieu était également implanté à Juvigny pour y soigner les pèlerins malades. À la fin du XVIIIe siècle, il connut également un fort trafic dû au commerce de la chaux (les communes de Fontenay-le-Pesnel, de Tilly-sur-Seulles et de Juvigny-sur-Seulles possédaient de nombreuses carrières de pierre calcaire et des fours à chaux très actifs). En 1850 fut édifié un pont plus large et plus conforme à la circulation moderne.

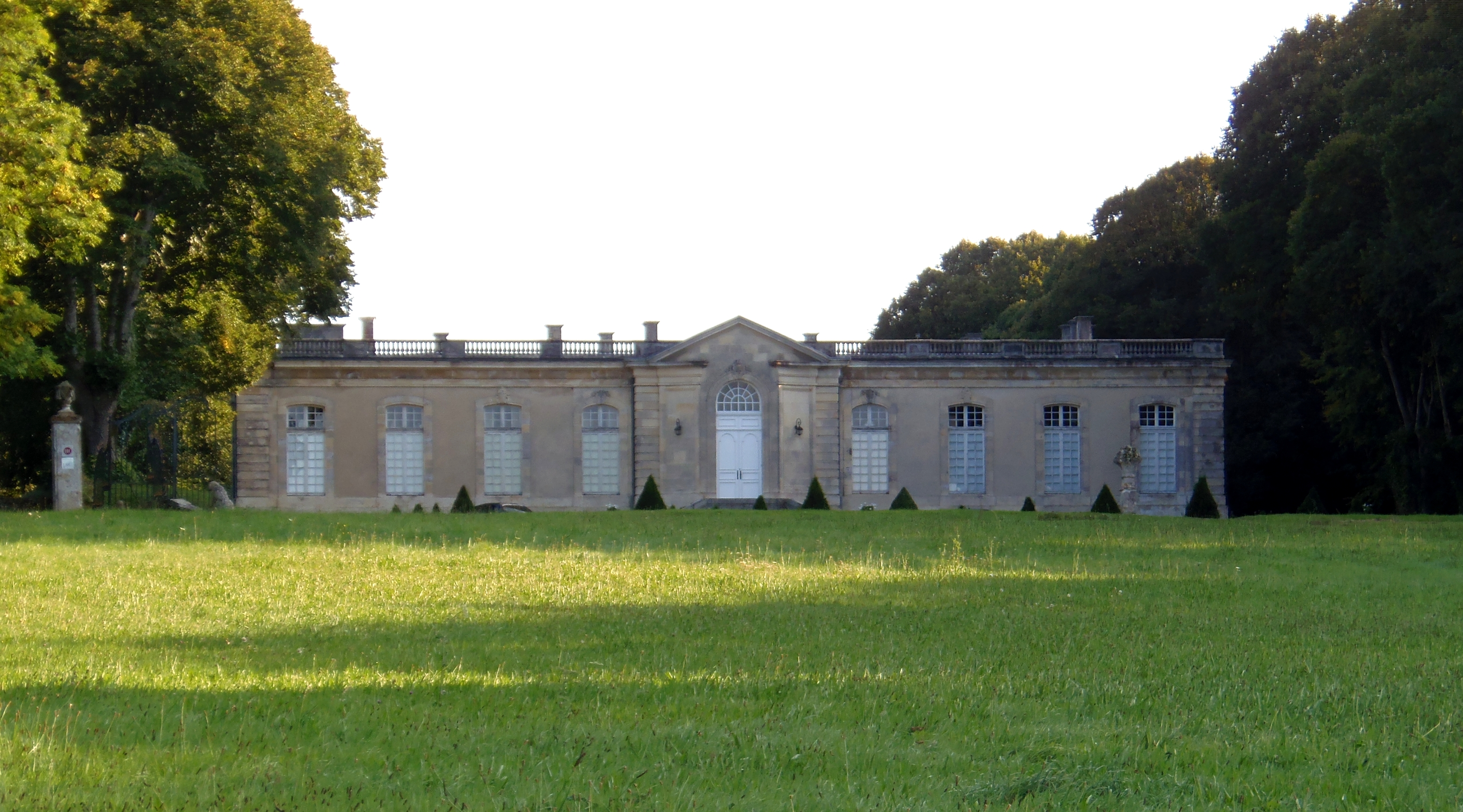
Le château.
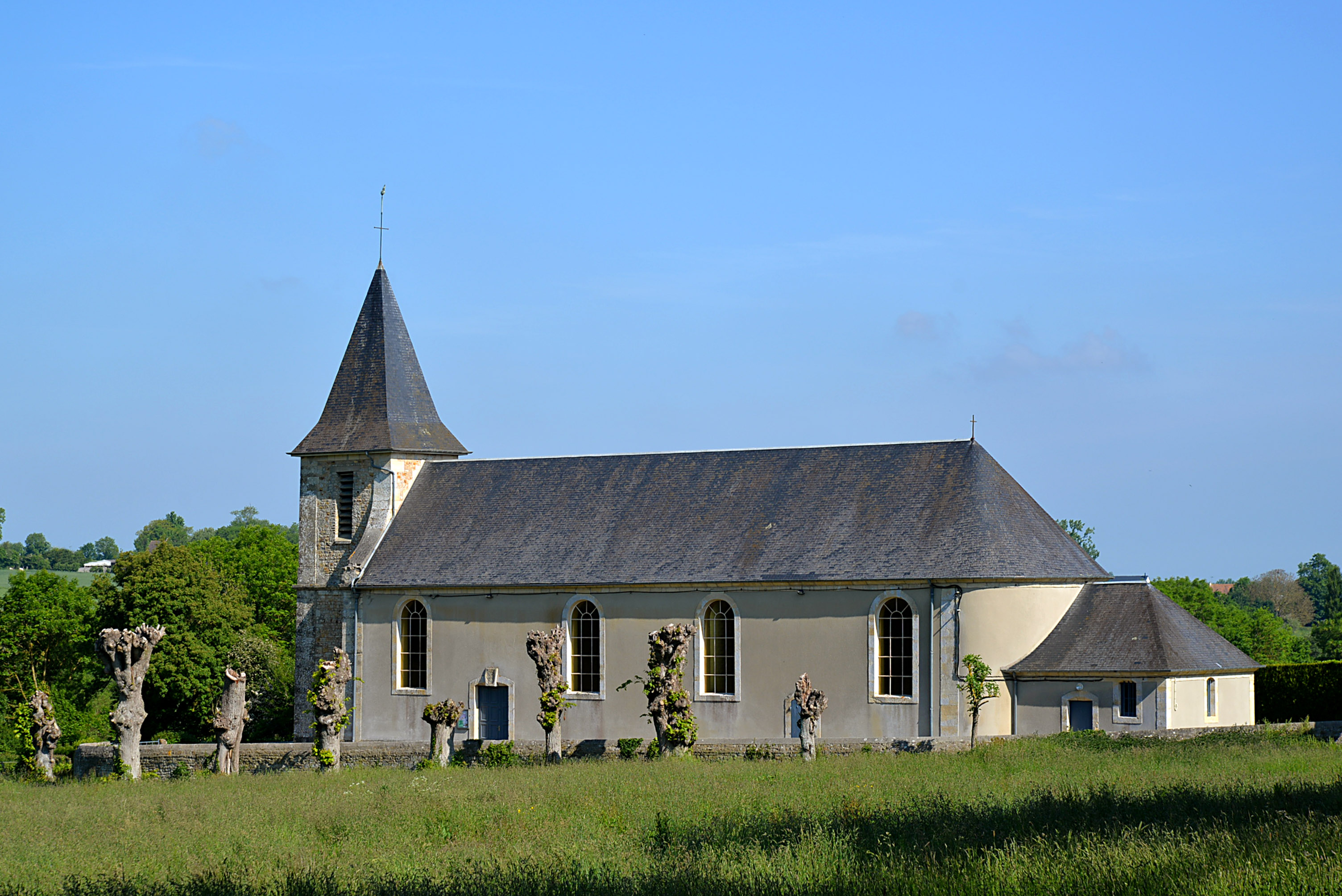
L'église Saint-Clément.
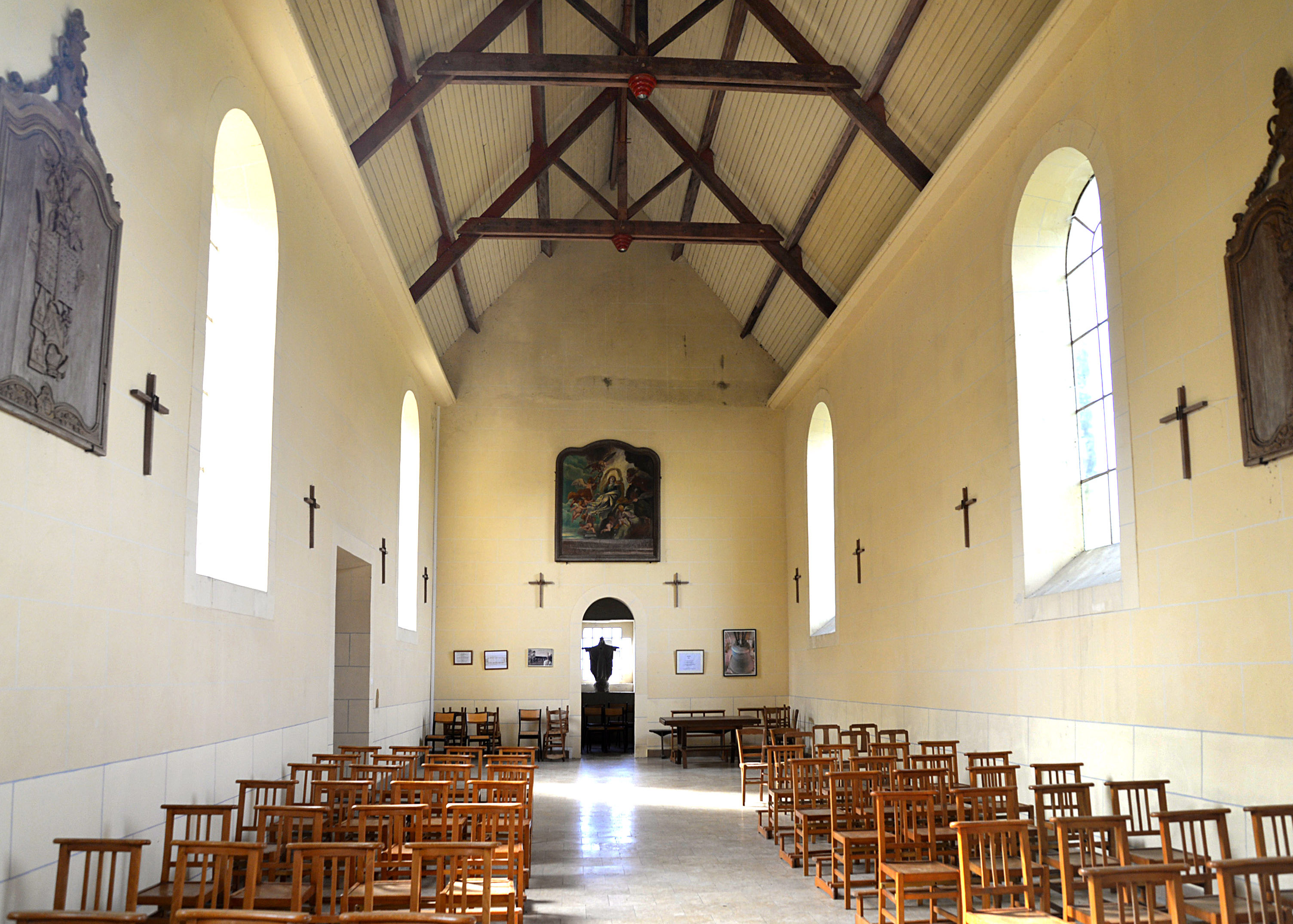
La nef de l'église Saint-Clément.
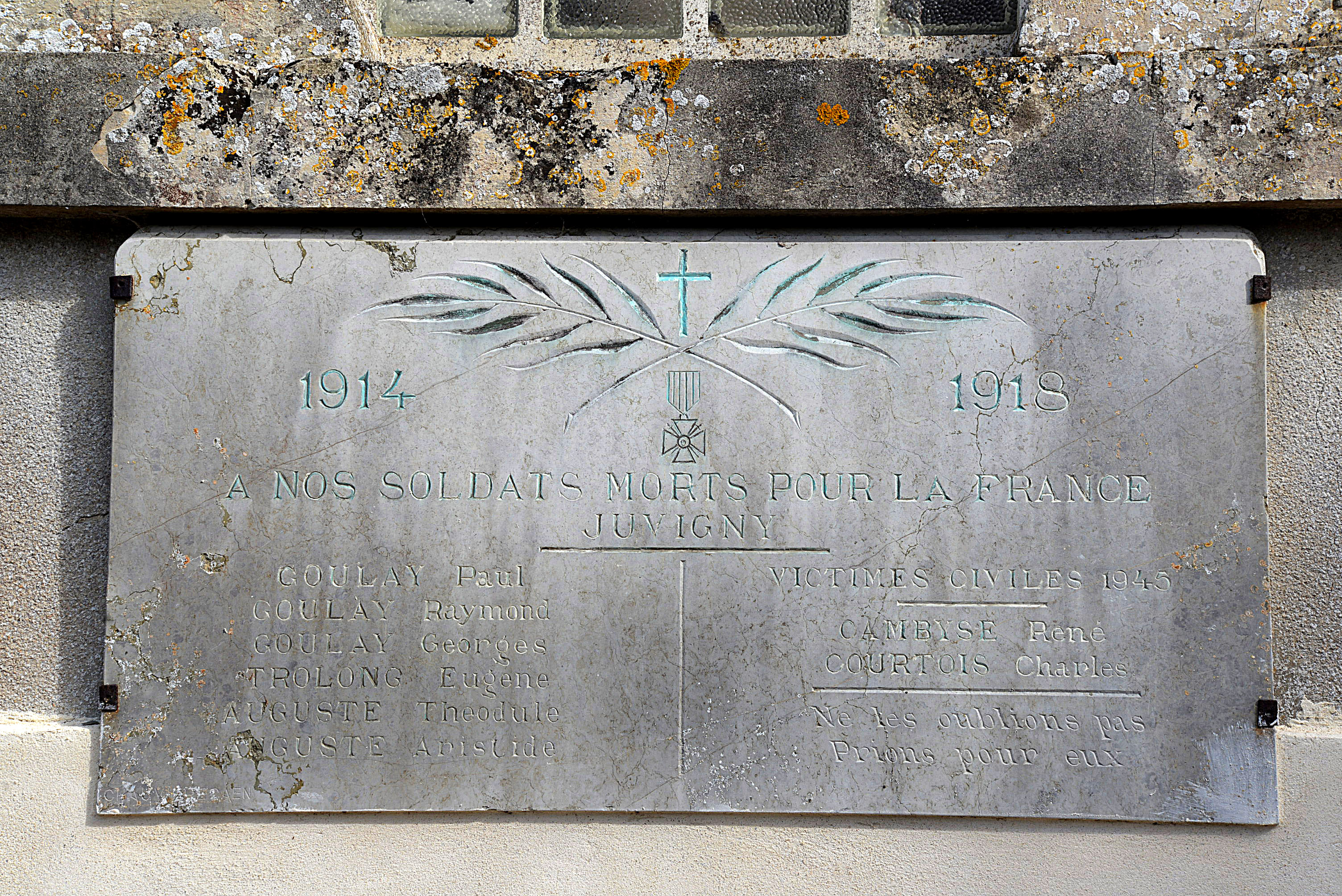
Plaque commémorative.
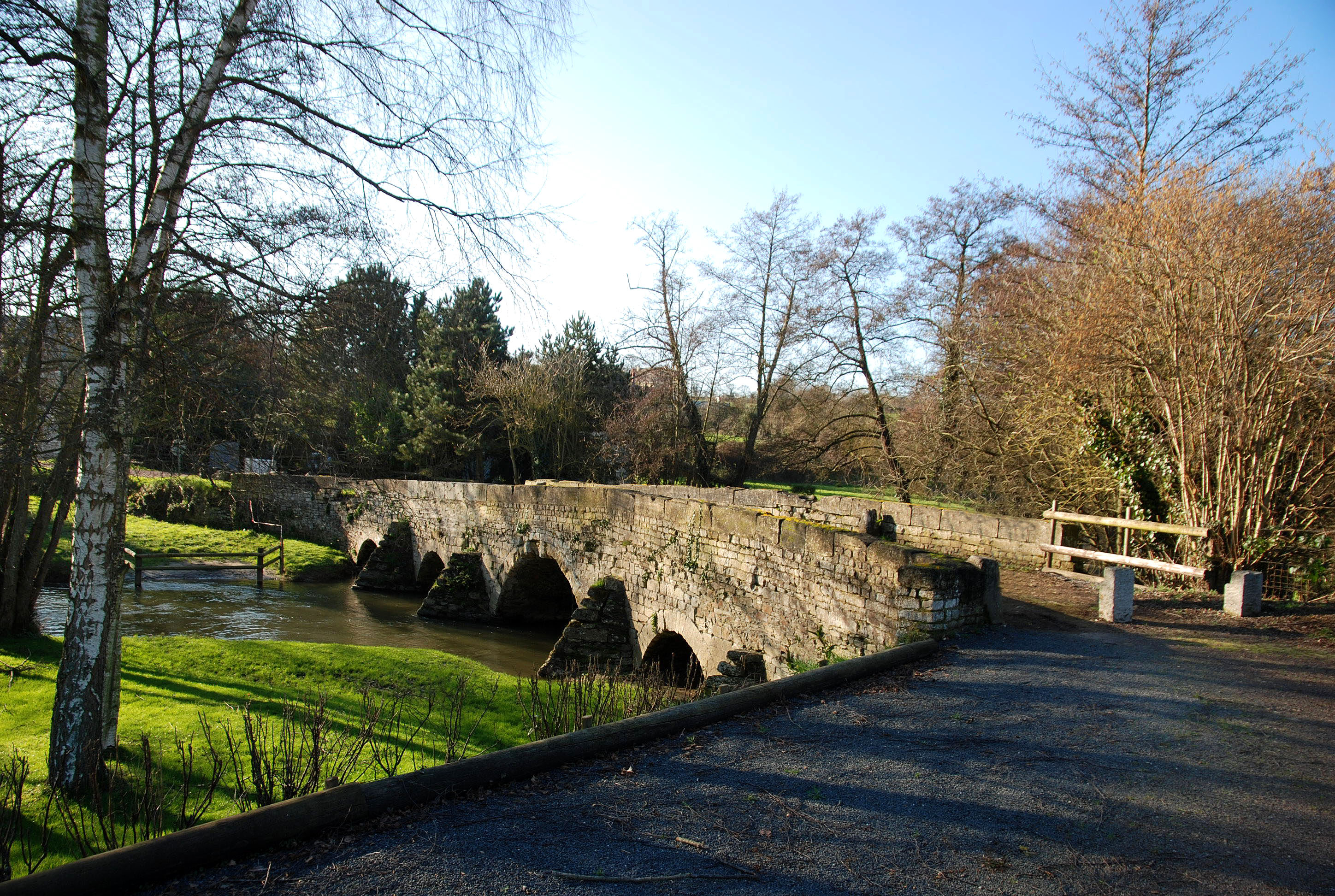
Le pont médiéval sur la Seulles.